# Combretum obovatum
Combretum obovatum là một loài thực vật có hoa trong họ Trâm bầu. Loài này được F.Hoffm. mô tả khoa học đầu tiên năm 1889.